# Christian J. Tams
Christian J. Tams (* 1973) ist ein deutscher Rechtswissenschaftler.

## Leben
Er studierte Rechtswissenschaften an den Universitäten Kiel, Lyon III und Cambridge (LLM 2000; Promotion 2004) und ist deutscher Rechtsanwalt (Zulassung 2005). Er ist Professor für Internationales Recht an der University of Glasgow. Im Jahr 2024 war er einer der Prozessbevollmächtigten Deutschlands in dem von Nicaragua eingeleiteten Verfahren wegen angeblicher Verstöße gegen bestimmte internationale Verpflichtungen in Bezug auf das besetzte palästinensische Gebiet, die sich aus der Unterstützung Deutschlands für Israel im Gaza-Krieg ergeben.

## Schriften (Auswahl)
- Enforcing obligations erga omnes in international law. Cambridge 2005, ISBN 0-521-85667-1.
- An Appealing Option? The Debate About an ICSID Appellate Structure. Halle an der Saale 2006, ISBN 3-86010-843-3. doi:10.2139/ssrn.1413694
- General Public International Law and International Investment Law (mit Jürgen Bering, Tillmann Rudolf Braun, Ralph Alexander Lorz, Stephan Schill und Christian Tietje): . Halle an der Saale 2009.
- mit Lars Berster und Björn Schiffbauer: Convention on the Prevention and Punishment of the Crime of Genocide. A commentary. München 2014, ISBN 3-8329-7269-2.